# Montsianell
El Montsianell o Montsianet és una muntanya situada al municipi d'Amposta (Montsià).
Aquest cim està inclòs a la Llista dels 100 cims de la FEEC.

## Particularitats
Constitueix una prolongació septentrional de la Serra del Montsià juntament amb la serreta de Freginals i la seva elevació màxima és de 292 metres per sobre el nivell del mar. Al cim del Montsianell hi ha un enorme Sagrat Cor amb els braços oberts i unes vistes panoràmiques sobre la vila d'Amposta, la serra del Montsià i el delta de l'Ebre.
L'ermita de la Mare de Déu del Montsià, de recent construcció, està situada en un turó petit sota el Montsianell.